# Gao Yuanyuan
Yuanyuan Gao (高圓圓S, Gāo yuányuánP; Pechino, 5 ottobre 1979) è un'attrice e modella cinese, nota per essere stata la protagonista di Shanghai Dreams (2003) e City of Life and Death (2009).

## Filmografia parziale

### Attrice

#### Cinema
- Spicy Love Soup (1997)
- Shanghai Dreams (2003)
- City of Life and Death (2009)

#### Televisione
- The Heaven Sword and Dragon Saber (2003), serie TV

## Riconoscimenti
- Golden Phoenix Awards
  - 2007 – Newcomer Award[2]
- Chunyan Awards
  - 2015 – Miglior attrice Miglior attrice straniera  per Let's Get Married[3]
- Grand Bell Award
  - 2015 – Miglior attrice straniera[4]